# سيب بيونتيك
سيب بيونتيك (بالألمانية: Josef Piontek)‏، من مواليد 5 مارس 1940 في بيرسلاو في ألمانيا (الآن بولندا)، لاعب كرة قدم ألماني سابق، ومدرب كرة قدم ألماني سابق.
درب منتخب الدنمارك لكرة القدم منذ عام 1979 وحتى عام 1990، ودرب منتخب تركيا لكرة القدم منذ عام 1990 وحتى عام 1993،
ودرب منتخب جرينلاند لكرة القدم منذ عام 2000 وحتى عام 2002.
قاد منتخب بلاده الدنمارك إلى أول تأهل في تاريخه لكأس العالم في دورة عام 1986، وتصدر المنتخب مجموعته بالعلامة الكاملة التي جاءت بثلاث انتصارات على ألمانيا، والأوروغواي، واسكتلندا، لكن منتخبه هُزم بشكل مفاجئ أمام إسبانيا 5-1، ولم يتأهل بعدها منتخب الدنمارك لكأس العالم حتى عام 1998.

## روابط خارجية
- سيب بيونتيك على موقع اتحاد تركيا (مدرب) (الإنجليزية)
- سيب بيونتيك على موقع قاعدة بيانات كرة القدم.إي يو (الإنجليزية)
- سيب بيونتيك على موقع بيانات كرة القدم. دي إي (الألمانية)
- سيب بيونتيك على موقع ناشيونال فوتبول تيمز (الإنجليزية)
- سيب بيونتيك على موقع عالم كرة القدم.نت (الإنجليزية)